# Cantó de Nangis
El cantó de Nangis és una divisió administrativa francesa del departament del Sena i Marne, situat al districte de Provins, al districte de Melun i al districte de Fontainebleau. Des del 2015 té 46 municipis i el cap és Nangis.

## Municipis
- Andrezel
- Argentières
- Aubepierre-Ozouer-le-Repos
- Beauvoir
- Blandy
- Bois-le-Roi
- Bombon
- Bréau
- Champdeuil
- Champeaux
- La Chapelle-Gauthier
- La Chapelle-Rablais
- Chartrettes
- Châteaubleau
- Le Châtelet-en-Brie
- Châtillon-la-Borde
- Clos-Fontaine
- Courtomer
- Crisenoy
- La Croix-en-Brie
- Échouboulains
- Les Écrennes
- Féricy
- Fontaine-le-Port
- Fontains
- Fontenailles
- Fouju
- Gastins
- Grandpuits-Bailly-Carrois
- Guignes
- Machault
- Moisenay
- Mormant
- Nangis
- Pamfou
- Quiers
- Rampillon
- Saint-Just-en-Brie
- Saint-Méry
- Saint-Ouen-en-Brie
- Sivry-Courtry
- Valence-en-Brie
- Vanvillé
- Verneuil-l'Étang
- Vieux-Champagne
- Yèbles

## Història
| Data d'elecció                           | Identitat               | Partit        | Qualitat |
| ---------------------------------------- | ----------------------- | ------------- | -------- |
| 1945-1970                                | Robert Pivert           | Radical       |          |
| 1970-1982                                | M. Recouvreur           | RPR           |          |
| 1982-2001                                | Marcel Recurt Herluison | RPR           |          |
| 2001                                     | Michel Dromigny         | Divers droite |          |
| 2001-2015                                | Paule Noury             | UMP           |          |
| les dades anteriors no són pas conegudes |                         |               |          |
|                                          |                         |               |          |